# New Paris (Ohio)
New Paris è un villaggio degli Stati Uniti d'America della contea di Preble nello Stato dell'Ohio. La popolazione era di 1.629 persone al censimento del 2010.

## Geografia fisica
New Paris è situata a 39°51′21″N 84°47′39″W (39.855952, -84.794170).
Secondo lo United States Census Bureau, ha un'area totale di 0,76 miglia quadrate (1,97 km²).

## Storia
New Paris fu pianificata nel 1817, e deve il suo nome alla città di Paris nel Kentucky, da dove provenivano una gran parte dei primi abitanti. Un ufficio postale chiamato New Paris è in funzione dal 1820.

## Società

### Evoluzione demografica
Secondo il censimento del 2010, c'erano 1,629 persone.

### Etnie e minoranze straniere
Secondo il censimento del 2010, la composizione etnica del villaggio era formata dal 97,7% di bianchi, lo 0,1% di afroamericani, lo 0,6% di nativi americani, lo 0,1% di asiatici, lo 0,1% di oceanici, lo 0,1% di altre etnie, e l'1,3% di due o più etnie. Ispanici o latinos di qualunque etnia erano lo 0,4% della popolazione.